# Paglieta
Paglieta är en ort och kommun i provinsen Chieti i regionen Abruzzo i Italien. Kommunen hade 4 232 invånare (2018).